# ジョン・キャンベル (初代コーダー男爵)

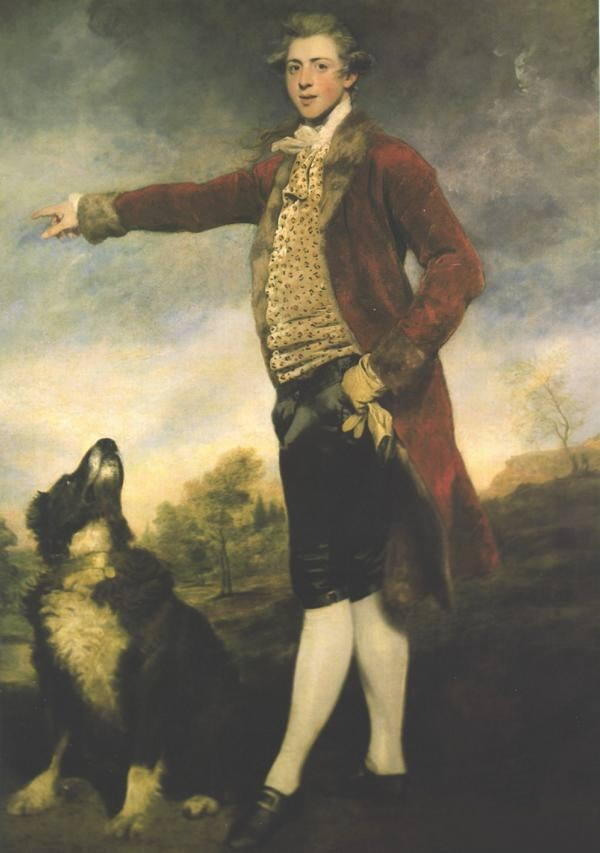
ジョシュア・レノルズによる肖像画、1778年。

初代コーダー男爵ジョン・キャンベル（英語: John Campbell, 1st Baron Cawdor FRS FSA、1755年4月24日 – 1821年6月1日）は、イギリスの政治家、貴族。スコットランドとウェールズの地主であり、1777年から1796年まで庶民院議員を務めた。

## 生涯

### 生い立ち
プライス・キャンベル（1727年 – 1768年12月14日、ジョン・キャンベルの息子）と妻サラ（Sarah、旧姓ベーコン（Bacon）、1726年 – 1767年、第6代準男爵サー・エドマンド・ベーコンの娘）の長男として、1755年4月24日に生まれた。1763年から1767年までイートン・カレッジで教育を受けた後、1772年11月9日にケンブリッジ大学クレア・カレッジに入学、1777年にM.A.の学位を修得した。

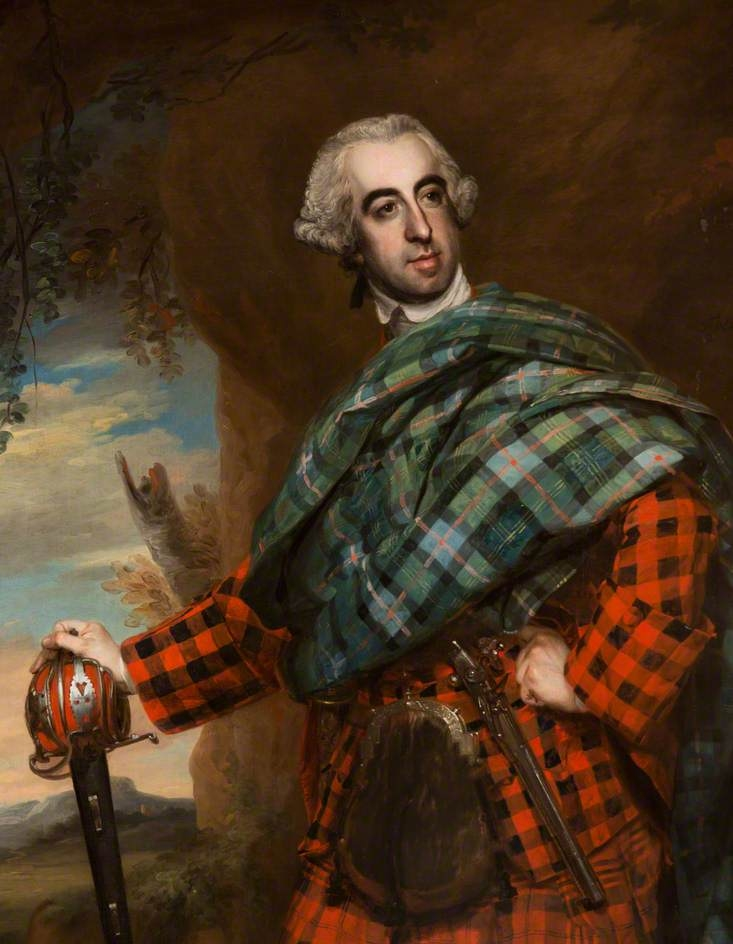
父プライス・キャンベル。フランシス・コーツ画、1762年。

スコットランドの家系だったが、ウェールズとイングランドで育ち、青年期のときはスコットランドについてほとんど知らなかったという。
1768年12月14日に父が死去すると、その遺産を継承、1777年9月6日に祖父が死去すると、その遺産であるネアーンシャーとペンブルックシャーにおける領地を継承した。

### 庶民院議員
1777年4月、ネアーンシャー選挙区の補欠選挙に出馬して、無投票で当選した。議会ではノース内閣（1770年 – 1782年）を支持、1778年11月には演説で「アメリカに関しては様々な意見があったが、フランスに関しては1つの意見しかありえない」（however different opinions may have been respecting America, yet respecting France there could be but one opinion）と主張して、アメリカ独立戦争における内閣の政策を支持した。コーダー系キャンベル家のネアーンシャーにおける勢力は強く、1788年時点の有権者20名のうち、8名がコーダー系の影響力を受ける人物だった。そのため、のちにキャンベルがフォックス＝ノース連立内閣を支持して、1784年イギリス総選挙で劣勢になったときでも弟アレクサンダー（1785年11月没）が当選した。
次の総選挙でネアーンシャー選挙区の代表者が選出されない（代わりにクロマーティシャー選挙区が1議席を得る）ため、キャンベルはこれを見越して、インヴァネスシャー選挙区での出馬を検討した（キャンベルは1788年時点でインヴァネスシャーの有権者103名のうち、7票を掌握していた）。しかし、1780年5月にカーディガン・バラ選挙区選出の庶民院議員トマス・ジョーンズが辞任すると、キャンベルは議員を辞任して同年6月の補欠選挙に出馬、当選を果たした。同年9月の総選挙で再選して議席を維持、1784年と1790年の総選挙でも再選した。キャンベルは父方の祖母からカーディガンシャーにあるグランフレッド（Glanfraed）の地所を継承しており、一定の影響力を有したが、4選に成功したのはジョーンズの支持があってのことだった（ジョーンズは同じく勢力を有するリズバーン伯爵家とも友好な関係にあった）。また、エドワード・ラヴデン・ラヴデンが1788年より選挙活動をはじめ、選挙戦で争う構えを示したが、1790年の総選挙ではラヴデンがアビンドン選挙区で当選、その息子プライスが未成年だったため選挙戦がおきず、1796年の総選挙ではキャンベル、ジョーンズとリズバーン伯爵家が手を組み、カウンティ選挙区であるカーディガンシャー選挙区でジョーンズを当選させ、その代償としてカーディガン・バラ選挙区でリズバーン伯爵の息子ジョン・ヴォーン閣下が当選した。
1782年にノース内閣が倒れた後も引き続きノース卿を支持、シェルバーン伯爵内閣期（1782年 – 1783年）の1783年2月にアメリカ独立戦争の予備講和条約に反対票を投じ、フォックス＝ノース連立内閣期（1783年）では内閣を支持したがチャールズ・ジェームズ・フォックスの東インド法案には投票しなかった。第1次小ピット内閣期でははじめ中立だったが、1789年に野党の第5代カーライル伯爵フレデリック・ハワードの娘と結婚した後はホイッグ党に接近、摂政法危機（Regency Crisis）で野党ホイッグ党に同調した。1791年4月にはスコットランドにおける審査法廃止を支持した。
フランス革命戦争をめぐり、1794年にポートランド公爵派ホイッグ党の1人として政府支持に転じたが、一方で奴隷貿易の廃止を支持した。1790年代にはペンブルックシャー選挙区やカーマーゼンシャー選挙区への鞍替えが噂されたが、次の総選挙の前に叙爵申請が成功したことで鞍替えは実現しなかった。
1794年6月と8月の2度にわたり、グレートブリテン貴族への叙爵を申請、1796年の解散総選挙の際に成功し、1796年6月21日にペンブルックシャーにおけるカースルマーティンのコーダー男爵に叙された。

### 叙爵以降
コーダー男爵は叙爵以前の1794年8月5日にペンブルックシャー統監の初代ミルフォード男爵リチャード・フィリップスとともにペンブルック・ヨーマンリー連隊の大尉に任命されていた。フランス革命戦争の最中の1797年2月22日、フランス軍の小部隊（コーダー男爵の報告によれば、大砲を配備していなかった約1,200人の部隊）がペンブルックシャーのフィッシュガード湾に上陸した。コーダー男爵はすぐさまに民兵隊を編成してフィッシュガード湾に急行、小規模な戦闘の末にフランス軍の降伏を受け入れた。『英国議会史』はこれをミルフォード男爵に勝る活躍であると評した。
1801年より再び野党ホイッグ党に転じ、1806年にホイッグ党内閣である挙国人材内閣が成立すると伯爵への昇叙を目指した。昇叙は実現しなかったが、コーダー男爵はその後も自身の影響力が及ぶ選挙区で選挙活動を続け、ホイッグ党候補を支持した。
1806年2月22日、小ピットの葬儀に出席した。

### 死去
1821年6月1日にバースのグレート・パルトニー・ストリートで死去、9日にバース寺院に埋葬された。長男ジョン・フレデリックが爵位を継承した。

## 領地管理

### ネアーンシャー
『オックスフォード英国人名事典』がカーディガン・バラでの議席を「コーダー家の伝統的な議席」（traditional Welsh seat of the Cawdor family）と述べたように、コーダー系キャンベル家の重心は18世紀よりスコットランドからウェールズに移っており、スコットランドの地主としては不在地主化が進んでいた。しかし、スコットランドでの領地改良が止まったわけではなく、肥料をとるために泥灰土の採掘場が開かれ、1790年代には借地人の封建制における義務が廃止された。
ネアーンシャーの地主としての影響力はネアーンシャー政治における「大君主」（the political overlord、1800年の言葉）と形容されるように、比肩できる人物がいないほどの強さだったが、コーダー男爵が心力をウェールズに注いだため、ネアーンシャー選挙区での影響力は弱まり、1785年12月の補欠選挙では弟ジョージが7票対9票でネイボッブ（インド成金）のアレクサンダー・ブロディー（Alexander Brodie）に敗れた。1794年にコーダー男爵が与党に転じると、ブロディーは次の総選挙でコーダー男爵家に反対しないと宣言、1796年の総選挙でコーダー男爵家の指名する候補が当選した。その後も1806年や1812年など、総選挙毎にコーダー男爵家の影響力が脅威にさらされたが、結局いずれも選挙戦にならず、コーダー男爵家の指名する候補が当選した。コーダー男爵が1812年に重い腰を上げて、ネアーンシャーにおける不動産の調整を行うと、選挙区における影響力は不動のものになり、1832年の第1回選挙法改正まで続いた。

### ペンブルックシャー

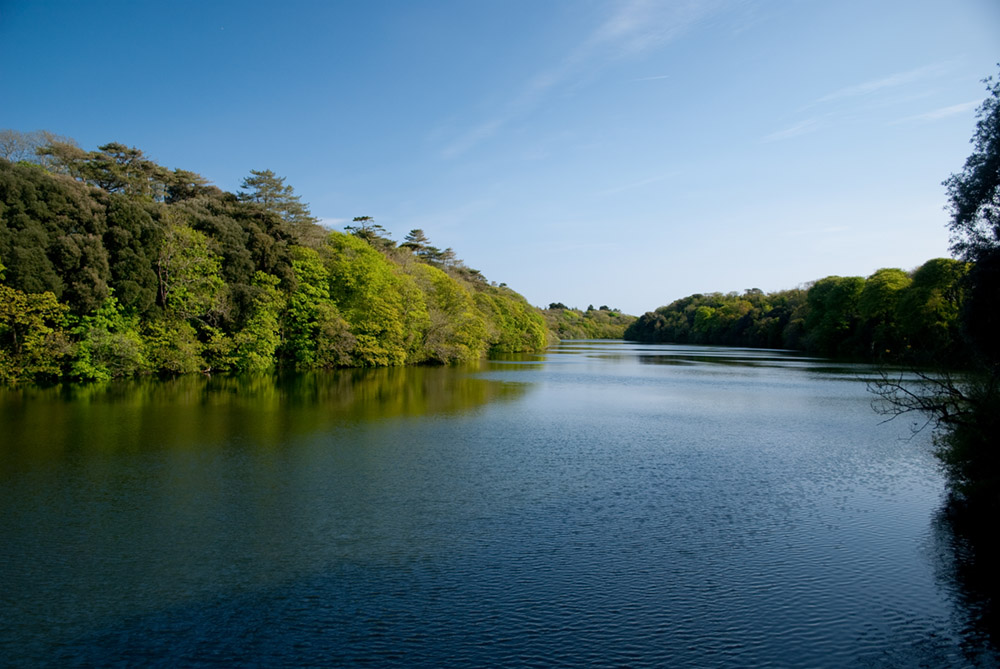
ボシャーストン湖、2010年撮影。

1777年にペンブルックシャーのスタックポール・コートを継承した後、大規模な美化計画を実施、計画の一環として谷間に水を流してボシャーストン湖を作り出した。
ミルフォード・ヘイヴン総督を1780年から1821年に死去するまで務めた。地主として民兵隊への関わりを持ち、ペンブルック・ヨーマンリー連隊の大尉として1797年にフランス軍の小部隊を降伏させたほか、1803年10月13日にペンブルックシャー志願兵連隊の大尉に任命された。
ペンブルックシャーではカウンティ選挙区（2人区）、バラ選挙区（1人区）、ハヴァーフォードウェスト選挙区（1人区）があり、主戦場はカウンティ選挙区とバラ選挙区だった。ペンブルックシャーにおける二大勢力はオーウェン家を長とするオレンジ党とフィリップス家を長とするブルー党であり、1786年にカウンティ選挙区の現職議員だった第5代準男爵サー・ヒュー・オーウェンが死去したとき、6代準男爵となった息子ヒューが幼年だったこともあり初代ミルフォード男爵リチャード・フィリップスが補欠選挙で当選した（バラ選挙区ではオーウェン家の縁者ヒュー・バーロウが1774年から1809年に死去するまで議員を務めた）。ミルフォード男爵はさらにオーウェンが成人するまでの条件付きで支持を取りつけ、影響力のある初代ケンジントン男爵ウィリアム・エドワーズにハヴァーフォードウェストの議席を与えるという手を打った。そのため、ミルフォード男爵に正面から選挙戦に挑める人物はおらず、立候補を検討した人物の多くはアイルランド貴族であるミルフォード男爵がグレートブリテン貴族に叙される（したがって、庶民院議員への立候補資格を失う）という前提をもとに検討を進めた。キャンベルもそのうちの1人であり、1794年にはウィストンの荘園を購入して、即座に600人に市民権を与え、選挙に向けて準備を進めたが、1796年にコーダー男爵に叙されたことでキャンベル自ら出馬することはなかった。また、ミルフォード男爵は予想に反してグレートブリテン貴族に叙されなかった。
1806年イギリス総選挙では第6代準男爵サー・ヒュー・オーウェンが成人したが、次に議席に空きが生じたときに出馬すると表明するにとどめ、総選挙への出馬を辞退した。1807年イギリス総選挙ではオーウェンが出馬、今度はミルフォード男爵が病気で選挙活動ができず、ケンジントン男爵が代わって選挙活動をした上、選管が投票の場所をオーウェンの勢力が強いペンブルックに設定したが、コーダー男爵はミルフォード男爵への支持を表明、結局ミルフォード男爵が1,195票対1,102票で再選した。オーウェンは次にコーダー男爵に打診して、ブルー党がカウンティ選挙区でオーウェンを支持し、その代償としてオーウェンがバラ選挙区の議席をブルー党に与えると提案し、コーダー男爵は提案に前向きだったが、1809年にオーウェンが死去したため実現しなかった。

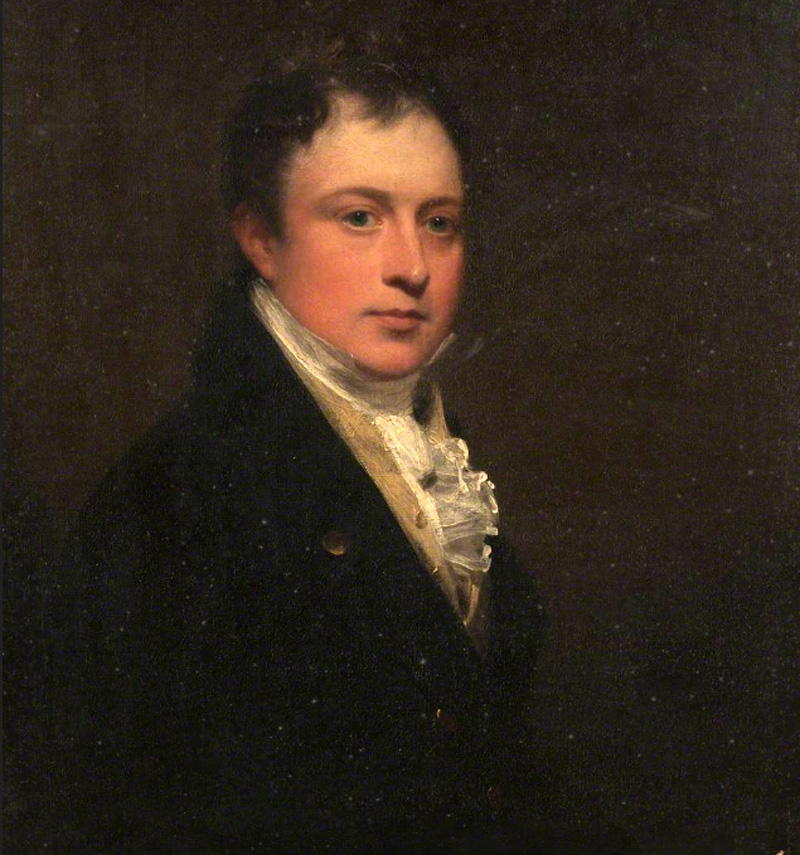
ジョン・オーウェン、1800年。

1811年11月にミルフォード男爵の引退が発表されると、6代準男爵の遺産を継承したジョン・オーウェンは妥協案を批判して立候補を表明した。妥協案は実際には成立しなかったが、ジェントリ層の間で疑念が生じていた。1812年2月に『カーマーゼン・ジャーナル』（Carmarthen Journal）紙で匿名の人物による提案があり、オーウェンがカウンティ選挙区の議席を、コーダー男爵の友人サー・ジェームズ・マッキントッシュがバラ選挙区の議席を得るという妥協案だったが、オーウェンはバラ選挙区の議席をカウンティ選挙区で敗れた人物に譲る程度の妥協しかできないとして拒否した。オーウェンはほかに候補者を見つけられなかったため、カウンティ選挙区とバラ選挙区の両方で立候補しており、バラ選挙区でブルー党のジョン・ヘンスリー・アレンが立候補すると、オーウェンは報復と言わんばかりにハヴァーフォードウェストに対立候補を立てた。これにより、オレンジ党とブルー党の抗争はペンブルックシャーの3選挙区すべてで行われた。さらにカーマーゼン選挙区ではコーダー男爵の弟が立候補していたが、その対立候補がオーウェンの支持を受けており、カウンティを飛び越えてカーマーゼンシャーに飛び火する形となった。結果はオーウェンがカウンティ選挙区とバラ選挙区の両方で当選、ケンジントン男爵がハヴァーフォードウェストの議席を維持した。
バラ選挙区での選挙申立が失敗した後、コーダー男爵は次に権限開示令状を利用して、ペンブルックの地方自治体（corporation）を攻撃、1813年8月と1814年8月の2度にわたって成功を収めた。コーダー男爵は1816年8月に三たび訴訟を起こしてオーウェンのペンブルックへの影響力を解体する予定だったが、その一方で同年初よりオーウェンとの交渉をはじめ、弁護士ジェームズ・スカーレットの助力もあり1816年8月に妥協が成立した。妥協案はスカーレットが起草したものであり、コーダー男爵に受け入れさせた後、オーウェンが同意した。妥協案はブルー党がカウンティ選挙区でオーウェンを支持し、その代償としてオーウェンがバラ選挙区でコーダー男爵の指名する候補を支持するという内容であり、さらにオーウェンがハヴァーフォードウェストに介入しないことを約束したことでミルフォード男爵が安心した。

### カーマーゼンシャー
カーマーゼンシャーでも民兵隊の職を務め、1798年10月4日にカーマーゼンシャー民兵隊隊長に任命された。1799年6月25日には民兵隊が解散されるまでの期限付きで陸軍大佐の名誉昇進辞令を与えられた。
カーマーゼンシャーの地主ジョン・ヴォーンとは生涯の友であり、2人はグランドツアーで同伴した。1804年1月19日にヴォーンが死去すると、ヴォーンの遺言状に基づきキャンベルがゴールデン・グローヴなどの地所を継承した。これにより、コーダー男爵はカーマーゼンシャーの選挙区でも影響力を得た。
カーマーゼンシャーではブルー党とレッド党の抗争が数十年前より続いており、ヴォーンはブルー党に属した。1790年から30年ほどはブルー党優勢の時期であり、コーダー男爵の弟ジョージ（在任：1806年 – 1813年）と長男ジョン・フレデリック（在任：1813年 – 1821年）が相次いでカーマーゼン選挙区の議員を務めた。

## 私生活

### イタリアへの旅

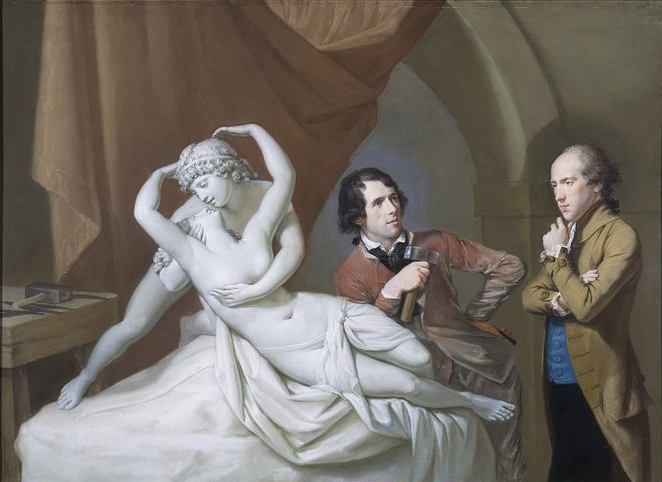
ヘンリー・トレシャム（右）とアントニオ・カノーヴァ。ヒュー・ダグラス・ハミルトン画、1788年と1791年の間。

1783年よりアイルランド出身の画家ヘンリー・トレシャムとともにシチリアを旅し、トレシャムはのちにローマでキャンベルの代表として絵画、花瓶、骨董品などを購入し、イタリアの彫刻家アントニオ・カノーヴァから『ヴィーナスとプシュケ』の彫刻を購入した。2人は1788年に帰国した。その後、キャンベルは1797年に118ギニーでトレシャムを雇い、カースルマーティンで妻イザベラ・キャロラインに風景画の描き方を教えさせた。
1794年6月19日、ロンドン考古協会フェローに選出された。1795年6月4日、王立協会フェローに選出された。1810年7月3日、オックスフォード大学よりD.C.L.の学位を授与された。
イタリアで収集した骨董品は大半が1800年に売却された。

### 家族

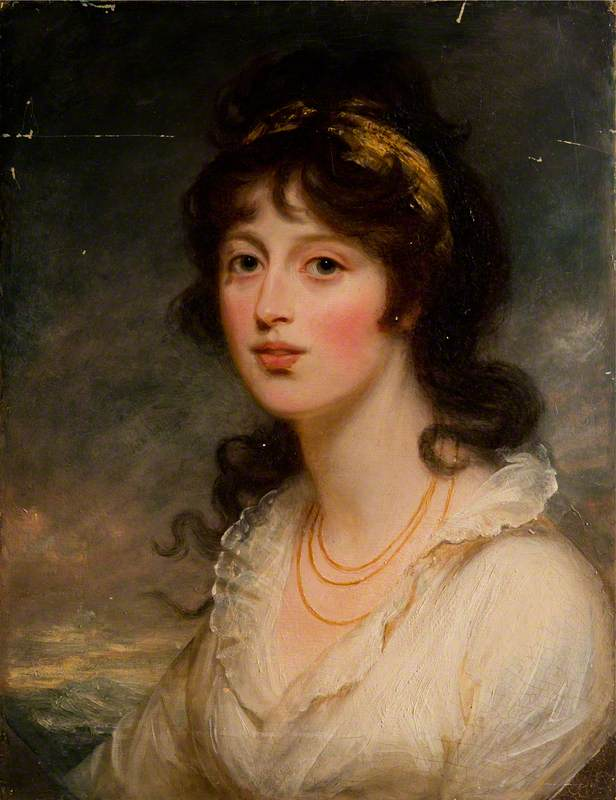
コーダー男爵夫人イザベラ・キャロライン。ウィリアム・ビーチー画、1789年以降。

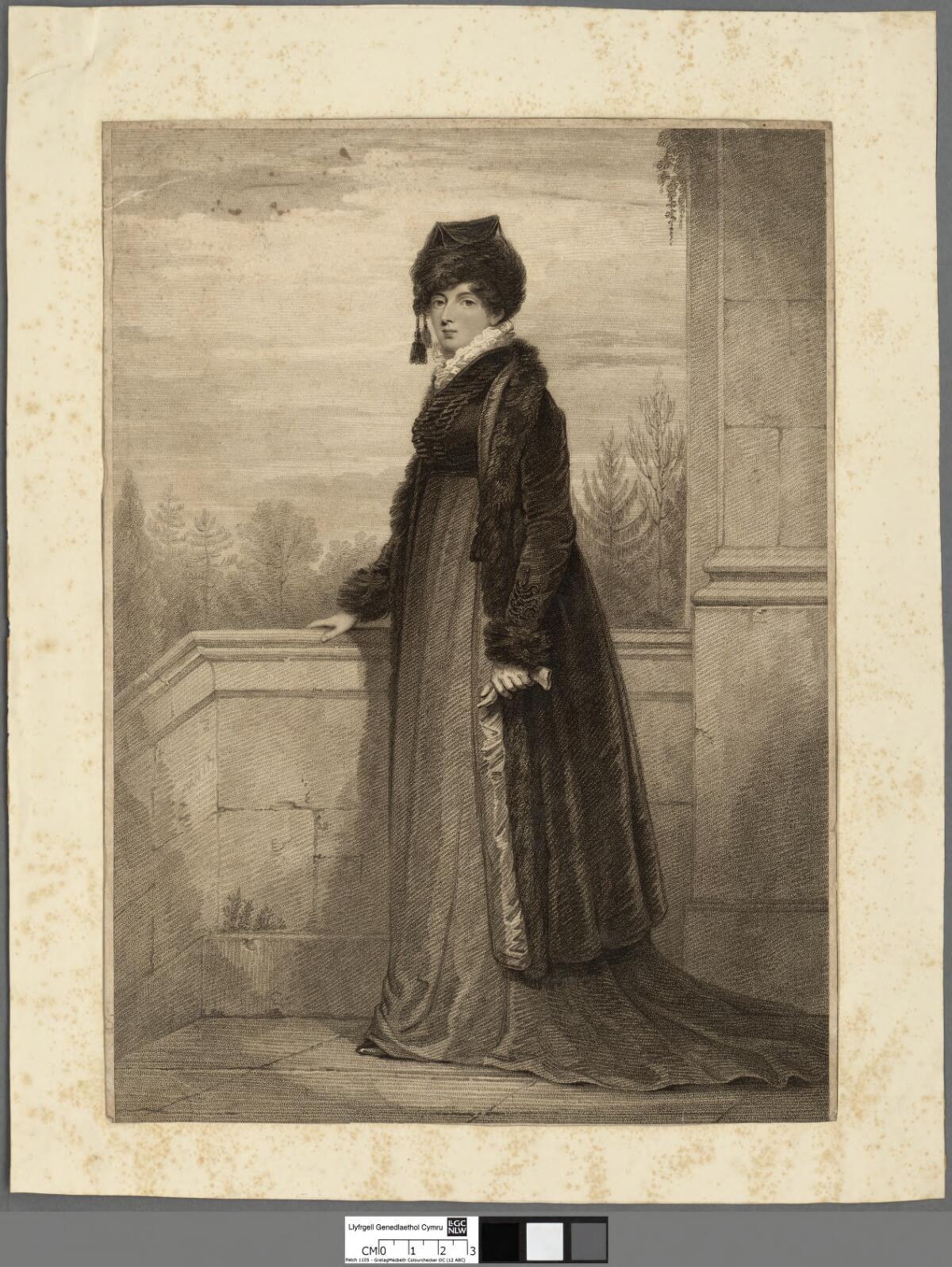
コーダー男爵夫人イザベラ・キャロライン、1800年ごろ。

1789年7月28日、イザベラ・キャロライン・ハワード（Isabella Caroline Howard、1771年9月3日 – 1848年3月8日、第5代カーライル伯爵フレデリック・ハワードの娘）と結婚、2男をもうけた。
- ジョン・フレデリック（1790年11月8日 – 1860年11月7日） - 第2代コーダー男爵、初代コーダー伯爵[8]
- ジョージ・プライス（1793年 – 1858年1月12日） - 1821年10月13日、シャーロット・ガスコイン（Charlotte Gascoyne、アイザック・ガスコイン（英語版）の娘）と結婚[28]